# Abierto Mexicano de Tenis 2010 - Qualificazioni singolare femminile
Le qualificazioni del singolare femminile dell'Abierto Mexicano de Tenis 2010 sono state un torneo di tennis preliminare per accedere alla fase finale della manifestazione. I vincitori dell'ultimo turno sono entrati di diritto nel tabellone principale. In caso di ritiro di uno o più giocatori aventi diritto a questi sono subentrati i lucky loser, ossia i giocatori che hanno perso nell'ultimo turno ma che avevano una classifica più alta rispetto agli altri partecipanti che avevano comunque perso nel turno finale.
Le qualificazioni del torneo prevedevano 32 partecipanti di cui 4 sono entrati nel tabellone principale.

## Teste di serie
1. Lucie Hradecká (Qualificata)
2. Lilia Osterloh (secondo turno)
3. Assente
4. Andrea Hlaváčková (primo turno)

1. Lourdes Domínguez Lino (secondo turno)
2. Petra Cetkovská (ultimo turno)
3. Anna Floris (primo turno)
4. Aleksandra Panova (primo turno)

## Qualificati
1. Lucie Hradecká
2. Gréta Arn

1. Laura Pous Tió
2. Catalina Castaño

## Tabellone

### Legenda
| - Q = Qualificato - WC = Wild card - LL = Lucky loser | - ALT = Alternate - SE = Special Exempt - PR = Protected Ranking | - w/o = Walkover - r = Ritirato - d = Squalificato |

### Sezione 1
|  | Primo turno              | Primo turno              | Primo turno              | Primo turno | Primo turno |  |  | Secondo turno | Secondo turno            | Secondo turno | Secondo turno            | Secondo turno            |   |   | Ultimo turno | Ultimo turno   | Ultimo turno   | Ultimo turno | Ultimo turno |  |
|  |                          |                          |                          |             |             |  |  |               |                          |               |                          |                          |   |   |              |                |                |              |              |  |
|  | 1                        | Lucie Hradecká           | 7                        | 68          | 6           |  |  |               |                          |               |                          |                          |   |   |              |                |                |              |              |  |
|  |                          | Anna Orlik               | 5                        | 7           | 0           |  |  | 1             | Lucie Hradecká           | 5             | 6                        | 7                        |   |   |              |                |                |              |              |  |
|  | Anna Tatišvili           | Anna Tatišvili           | Anna Tatišvili           | 6           | 6           |  |  |               | Anna Tatišvili           | 7             | 3                        | 6                        |   |   |              |                |                |              |              |  |
|  | Mandy Minella            | Mandy Minella            | Mandy Minella            | 0           | 4           |  |  |               |                          |               |                          |                          |   |   | 1            | Lucie Hradecká | Lucie Hradecká | 6            | 6            |  |
|  | E-M Compostizo-De Andres | E-M Compostizo-De Andres | E-M Compostizo-De Andres | 6           | 7           |  |  |               |                          |               | E-M Compostizo-De Andres | E-M Compostizo-De Andres | 3 | 3 |              |                |                |              |              |  |
|  | Ximena Hermoso           | Ximena Hermoso           | Ximena Hermoso           | 0           | 5           |  |  |               | E-M Compostizo-De Andres | 6             | 2                        | 6                        |   |   |              |                |                |              |              |  |
|  | 5                        | L Domínguez Lino         | L Domínguez Lino         | 6           | 6           |  |  | 5             | L Domínguez Lino         | 3             | 6                        | 1                        |   |   |              |                |                |              |              |  |
|  |                          | Alison Riske             | Alison Riske             | 4           | 2           |  |  |               |                          |               |                          |                          |   |   |              |                |                |              |              |  |

### Sezione 2
|  | Primo turno      | Primo turno      | Primo turno      | Primo turno | Primo turno |  |  | Secondo turno | Secondo turno   | Secondo turno  | Secondo turno   | Secondo turno   |   |   | Ultimo turno | Ultimo turno | Ultimo turno | Ultimo turno | Ultimo turno |  |
|  |                  |                  |                  |             |             |  |  |               |                 |                |                 |                 |   |   |              |              |              |              |              |  |
|  | 2                | Lilia Osterloh   | Lilia Osterloh   | 6           | 6           |  |  |               |                 |                |                 |                 |   |   |              |              |              |              |              |  |
|  |                  | MF Alves         | MF Alves         | 4           | 1           |  |  | 2             | Lilia Osterloh  | Lilia Osterloh | 3               | 0               |   |   |              |              |              |              |              |  |
|  | Gréta Arn        | Gréta Arn        | Gréta Arn        | 6           | 6           |  |  |               | Gréta Arn       | Gréta Arn      | 6               | 6               |   |   |              |              |              |              |              |  |
|  | Melanie Klaffner | Melanie Klaffner | Melanie Klaffner | 4           | 3           |  |  |               |                 |                |                 |                 |   |   |              | Gréta Arn    | Gréta Arn    | 6            | 6            |  |
|  | Julia Cohen      | Julia Cohen      | Julia Cohen      | 6           | 6           |  |  |               |                 | 6              | Petra Cetkovská | Petra Cetkovská | 4 | 3 |              |              |              |              |              |  |
|  | Madison Brengle  | Madison Brengle  | Madison Brengle  | 1           | 2           |  |  |               | Julia Cohen     | 6              | 5               | 4               |   |   |              |              |              |              |              |  |
|  | 6                | Petra Cetkovská  | 1                | 6           | 6           |  |  | 6             | Petra Cetkovská | 0              | 7               | 6               |   |   |              |              |              |              |              |  |
|  |                  | Laura Siegemund  | 6                | 2           | 2           |  |  |               |                 |                |                 |                 |   |   |              |              |              |              |              |  |

### Sezione 3
|  | Primo turno      | Primo turno      | Primo turno      | Primo turno | Primo turno |  |  | Secondo turno   | Secondo turno   | Secondo turno  | Secondo turno  | Secondo turno  |   |   | Ultimo turno    | Ultimo turno    | Ultimo turno    | Ultimo turno | Ultimo turno |  |
|  |                  |                  |                  |             |             |  |  |                 |                 |                |                |                |   |   |                 |                 |                 |              |              |  |
|  |                  | Corinna Dentoni  | Corinna Dentoni  | 6           | 7           |  |  |                 |                 |                |                |                |   |   |                 |                 |                 |              |              |  |
|  | 9                | Angela Haynes    | Angela Haynes    | 4           | 62          |  |  | Corinna Dentoni | Corinna Dentoni | 6              | 4              | 6              |   |   |                 |                 |                 |              |              |  |
|  | Nina Bratčikova  | Nina Bratčikova  | Nina Bratčikova  | 6           | 6           |  |  | Nina Bratčikova | Nina Bratčikova | 2              | 6              | 4              |   |   |                 |                 |                 |              |              |  |
|  | E Cabeza-Candela | E Cabeza-Candela | E Cabeza-Candela | 1           | 3           |  |  |                 |                 |                |                |                |   |   | Corinna Dentoni | Corinna Dentoni | Corinna Dentoni | 2            | 1            |  |
|  | Laura Pous Tió   | Laura Pous Tió   | Laura Pous Tió   | 6           | 0           |  |  |                 |                 | Laura Pous Tió | Laura Pous Tió | Laura Pous Tió | 6 | 6 |                 |                 |                 |              |              |  |
|  | S Soler Espinosa | S Soler Espinosa | S Soler Espinosa | 3           | 0r          |  |  | Laura Pous Tió  | Laura Pous Tió  | Laura Pous Tió | 6              | 6              |   |   |                 |                 |                 |              |              |  |
|  |                  | Ksenija Lykina   | 6                | 5           | 6           |  |  | Ksenija Lykina  | Ksenija Lykina  | Ksenija Lykina | 4              | 2              |   |   |                 |                 |                 |              |              |  |
|  | 7                | Anna Floris      | 2                | 7           | 4           |  |  |                 |                 |                |                |                |   |   |                 |                 |                 |              |              |  |

### Sezione 4
|  | Primo turno      | Primo turno       | Primo turno      | Primo turno | Primo turno |  |  | Secondo turno     | Secondo turno     | Secondo turno     | Secondo turno    | Secondo turno    |   |   | Ultimo turno  | Ultimo turno  | Ultimo turno  | Ultimo turno | Ultimo turno |  |
|  |                  |                   |                  |             |             |  |  |                   |                   |                   |                  |                  |   |   |               |               |               |              |              |  |
|  |                  | Ivana Lisjak      | Ivana Lisjak     | 6           | 6           |  |  |                   |                   |                   |                  |                  |   |   |               |               |               |              |              |  |
|  | 4                | A Hlaváčková      | A Hlaváčková     | 3           | 1           |  |  | Ivana Lisjak      | Ivana Lisjak      | Ivana Lisjak      | 1                | 4                |   |   |               |               |               |              |              |  |
|  | K Antoniychuk    | K Antoniychuk     | K Antoniychuk    | 6           | 6           |  |  | K Antoniychuk     | K Antoniychuk     | K Antoniychuk     | 6                | 6                |   |   |               |               |               |              |              |  |
|  | D Munoz-Gallegos | D Munoz-Gallegos  | D Munoz-Gallegos | 1           | 0           |  |  |                   |                   |                   |                  |                  |   |   | K Antoniychuk | K Antoniychuk | K Antoniychuk | 4            | 2            |  |
|  | Catalina Castaño | Catalina Castaño  | Catalina Castaño | 7           | 6           |  |  |                   |                   | Catalina Castaño  | Catalina Castaño | Catalina Castaño | 6 | 6 |               |               |               |              |              |  |
|  | Lenka Wienerova  | Lenka Wienerova   | Lenka Wienerova  | 5           | 3           |  |  | Catalina Castaño  | Catalina Castaño  | Catalina Castaño  | 6                | 6                |   |   |               |               |               |              |              |  |
|  |                  | M-F Alvarez-Teran | 7                | 2           | 6           |  |  | M-F Alvarez-Teran | M-F Alvarez-Teran | M-F Alvarez-Teran | 3                | 0                |   |   |               |               |               |              |              |  |
|  | 8                | Aleksandra Panova | 5                | 6           | 0           |  |  |                   |                   |                   |                  |                  |   |   |               |               |               |              |              |  |